# Кјушу
Кјушу (у преводу са јапанског девет провинција) је најјужније од четири главна јапанска острва. Од острва Хоншу је одвојено Камопнским мореузом а од Шикокуа мореузом Бунго. Кјушу је неправилно обликовано, планинско острво. Главни усеви су пиринач, чај, дуван и лимун. Око половине угља ископаног у Јапану долази са налазишта на северу острва, али производња опада. Највећи град је Фукуока а Китакјушу је главни индустријски центар острва. Други важни градови су Кумамото, Кагошима, Оита, Мијазаки, и Сага, који су главни градови префектура, и Сасебо, у коме се налази поморска база. На Кјушуу су свемирски центри Кагошима и Танегашима, лансирна места Националне свемирске развојне агенције Јапана, као и Железнички технички истраживачки институт у Мијазакију. Површина 36 554 km²; број становника (1990. процена) износи 13 269 000.
У реформама Таихо кодекса из 8. века, Дазајфу је установљен као посебан административни термин за регион.

## Географија
Острво је планинско, а најактивнији јапански вулкан, планина Асо на 1.591 m (5.220 ft), налази се на Кјушуу. Постоје многи други знаци тектонске активности, укључујући бројне области топлих извора. Најпознатије од њих су у Бепу, на источној обали, и око планине Асо у централном Кјушуу. Острво је одвојено од Хоншуа мореузом Канмон. Будући да је најближе острво Азијском континенту, историјски је капија за Јапан.
Укупна површина је 36,78237 km2 (14,20175 sq mi) што га чини 37. највећим острвом на свету. Нешто је веће од острва Тајван од 35,808 km2 (13,826 sq mi). Највиша надморска висина је 1791 meters (5876 feet) на планини Кују.
Име Kyūshū потиче од девет древних провинција Сајкајда које се налазе на острву: Чикузен, Чикуго, Хизен, Хиго, Бузен, Бунго, Хјуга, Осуми и Сацума.

## Становништво
Кјушу има 10,3 одсто становништва Јапана. Већина становништва Кјушуа је концентрисана дуж северозапада, у градовима Фукуока и Китакјушу, са популацијским коридорима који се протежу на југозападу у Сасебо и Нагасаки и јужно у Кумамото и Кагошима. Осим Оите и Мијазакија, источна обала показује општи пад становништва.
Политички, Кјушу је описан као упориште Либерално-демократске партије.
Према подацима јапанског пописа, становништво региона Кјушу са острвима Рјуку (префектуре Окинава и Кагошима) доживело је велики пад становништва од око 2000. Међутим, пад становништва је благ углавном због релативно високе стопе наталитета Риукјуанаца како унутар Рјукјуанских земаља (Окинава и Кагошима) тако и широм региона Кјушу. Поред тога, друге префектуре у Кјушу такође имају изузетно високе TFR у поређењу са остатком Јапана. Рјукуанци су домородачка мањинска група у Јапану.

## Животна средина и пољопривреда
Делови Кјушуа имају суптропску климу, посебно префектура Мијазаки и префектура Кагошима. Главни пољопривредни производи су пиринач, чај, дуван, слатки кромпир и соја; такође, свила се широко производи.
Поред вулканског подручја на југу, постоје значајни термални извори у северном делу острва, око Бепуа. Извори су место појаве одређених екстремофилних микроорганизама, који су способни да преживе у екстремно врућим срединама.

## Економија
Кјушу је познат по разним врстама порцелана, укључујући Ариту, Имари, Сацуму и Карацу. Тешка индустрија је концентрисана на северу око Фукуоке, Китакјушуа, Нагасакија и Оите и обухвата хемикалије, аутомобиле, полупроводнике, прераду метала, бродоградњу, итд.
У 2010. години, стопа запослености дипломаца у региону била је најнижа у целој земљи, са 88,9%.

## Транспорт
Кјушу је повезан са већим острвом Хоншу железничким тунелом Канмон, којим се крећу нешинкансенски возови Кјушке железничке компаније, и новијим Шин-Канмон тунелом којим саобраћа Санјо Шинкансен. Железницама на острву управљају Железничка компанија Кјушу и Железничка компанија Западног Јапана, као и низ мањих компанија као што су Амаги железнице и Нишитецу железница. Кјушу Шинкансен возови саобраћају између већих градова на острву, као што су Фукуока и Кагошима, са додатном рутом између Такео-Онсена и Нагасакија која је у функцији од септембра 2022. године. Кјушу је такође познат по својим живописним железничким услугама, као што су Лимитед Екпресс Јуфуин но Мори и Лимитед Екпресс Кавасеми Јамасеми.
Мост Канмон и аутомобилски тунел Канмон такође повезују острво са Хоншуом, омогућавајући превоз возила између њих. Кјушки аутопут простире се на целом острву, повезујући Хигашикјушу аутопут и Ибусуки скајлајн, повезујући успут главне градове као што су Фукуока и Кумамото. Постоје и многи мањи сеоски путеви, укључујући популарне туристичке руте као што су Ничинански обалскии пут и Асо панорамск линија у префектури Кумамото. Аутобуске услуге су доступне и покривају 2.400 рута унутар градова Кјушуа, повезујући многе друге дестинације.
Неколико путничких и ауто трајектних линија повезује северни и јужни Кјушу са главним лучким градовима на главном острву Хоншу (Кобе, Осака, Токио) и Шикоку.